# Nuno Leal Maia
Nuno Leal Maia (Santos, 17 de outubro de 1947) é um ator e treinador de futebol brasileiro. Graduado em artes cênicas na Escola de Comunicação e Artes da Universidade de São Paulo, seu primeiro trabalho foi em 1973, participando dos dois longas Anjo Loiro e A Virgem; contudo, foi no filme Ato de Violência, no qual viveu um presidiário que esquartejava mulheres, lhe garantiu o Prêmio Air France de Melhor Ator. Por outro lado, sua estreia na televisão deu-se início em 1976, interpretando Acioli na telenovela Estúpido Cupido; mas a consagração só veio em 1984, como Bertazzo em Vereda Tropical, sendo eleito Melhor Ator pelo Troféu APCA.
Na televisão, teve papéis em destaque como o protagonista Fábio em A Gata Comeu, Tony Carrado em Mandala, Gaspar em Top Model, Jurandir em Vamp, Assunção em História de Amor, além de ter interpretado o professor Paulo Pasqualete nas temporadas de Malhação entre 1999 a 2001, assim como, de 2003 a 2006. Por outro lado, Nuno também já atuou em diversos filmes na década de 1970 e 1980, mas foi em Louco de Amor, longa de 1994, que o mesmo foi premiado no Festival de Brasília, na categoria de Melhor Ator.
Durante o auge da carreira artística, Nuno Leal Maia também atuou como treinador de futebol, exercendo a função em clubes como São Cristóvão, Botafogo da Paraíba, Londrina e Sociedade Esportiva Matsubara. O ator conciliava os treinos no Londrina com as gravações da telenovela História de Amor, o que não agradava os funcionários da Rede Globo.

## Biografia

### Carreira como treinador de futebol
Nascido em Santos, Nuno se tornou jogador de futebol em 1963, aos 15 anos, chegando a jogar pelo juvenil do Santos Futebol Clube, do qual é torcedor. Para seguir carreira, estudou artes cênicas na Escola de Comunicação e Artes da Universidade de São Paulo.
No entanto, em 1988, durante o auge da carreira do ator na ficção, após ter realizado diversos trabalhos no cinema e televisão nas décadas de 1970 e 1980, tornou-se gestor de futebol do Bangu; segundo Maia, seu papel como Tony Carrado na telenovela Mandala o fez reencontrar com a modalidade e disse: "Foi porque eu fazia um bicheiro em uma novela, e lá no Bangu estavam o Castor (de Andrade) e o Carlinhos Maracanã. Mas, na verdade, no Bangu eu ficava mais com o Neco, que era diretor. Eles gostavam de exibir como um "bicheiro", não era eu quem decidia as contratações."
Em 1993, foi treinador do São Cristóvão, do Rio de Janeiro, mas o resultado não foi positivo, uma vez que muitos jogadores deixaram o clube, transferindo-se para o Vasco da Gama, quando o mesmo treinou o time. No ano seguinte, foi para o Botafogo da Paraíba, assim como, levou o ator Romeu Evaristo para auxiliá-lo.
Em 1996, treinou o Londrina, terminando na oitava colocação do campeonato paranaense. Contudo, o mesmo teve que deixar a função de treinador do clube, uma vez que o mesmo já conciliava as gravações da telenovela História de Amor (o que não agradava os profissionais da Rede Globo) com os treinos – este último, nos intervalos da trama. Por outro lado, bom desempenho no Londrina lhe garantiu um trabalho na Sociedade Esportiva Matsubara, também do Paraná, porém Nuno Leal Maia alegou que o presidente do clube vendia diversos jogos, o que impedia de ter jogadores para realizar os treinos.
Em 2011, se afastou temporariamente da televisão para cuidar da mãe com Alzheimer.

### Carreira na televisão

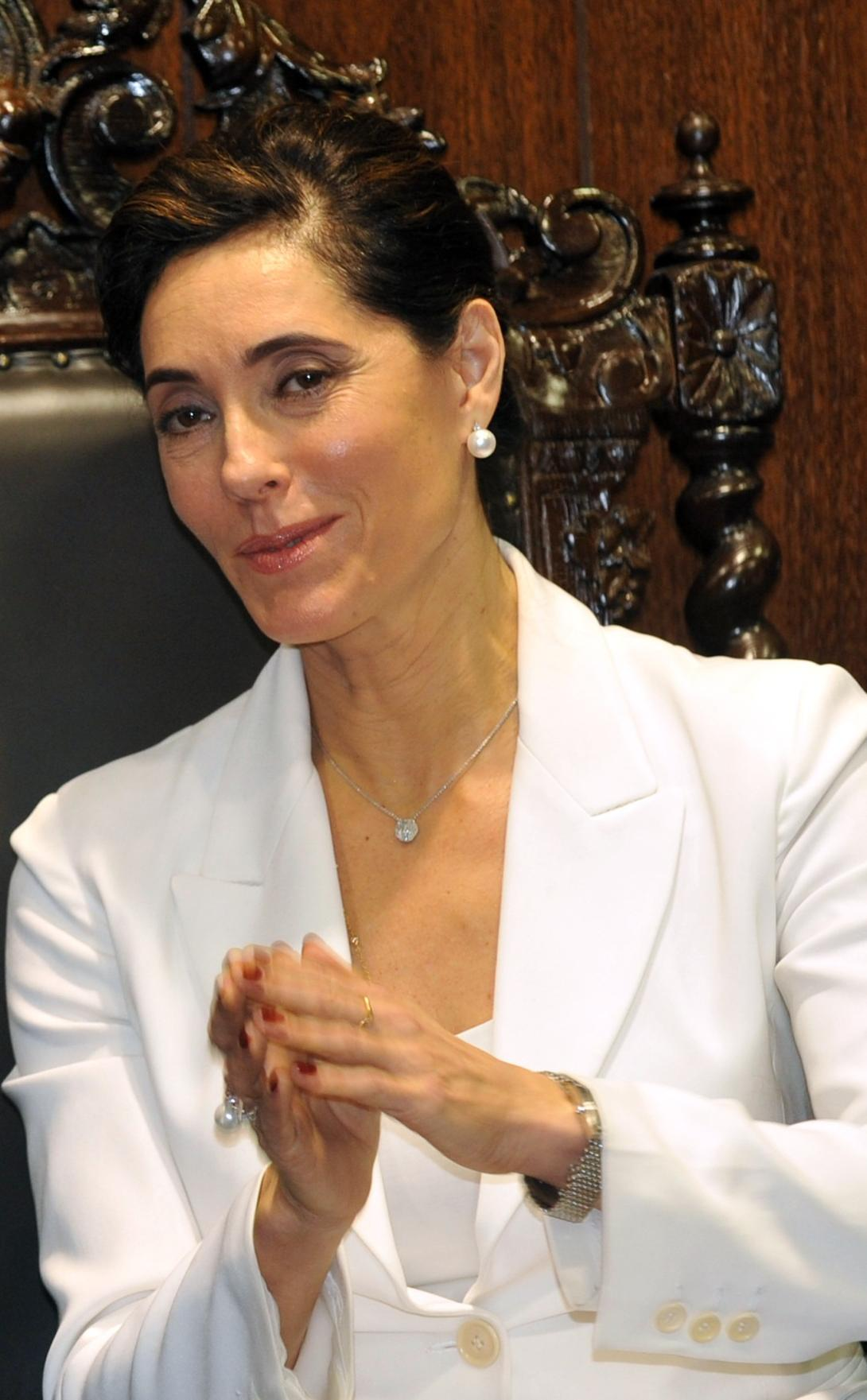
Nuno Leal Maia fez par romântico com a atriz Christiane Torloni em A Gata Comeu (1985).

Estreou na televisão em 1976 interpretando Acioli na telenovela Estúpido Cupido, da Rede Globo. Quatro anos depois, transferiu-se para Rede Bandeirantes para viver Edmar em Pé de Vento. Em 1983, voltou para a emissora global como Renan em Champagne. No entanto, seu primeiro papel de destaque veio no ano seguinte, dando vida ao Bertazzo em Vereda Tropical, personagem que lhe garantiu o Troféu APCA de Melhor Ator.
Em 1985, foi protagonista na telenovela A Gata Comeu como Fábio, que fez par romântico com a atriz Christiane Torloni na trama. No ano seguinte, transferiu-se para Rede Manchete para interpretar o comissário de bordo Bruno em Novo Amor. Em 1987, retornou para Rede Globo como Tony Carrado em Mandala, lembrado pelo bordão "minha deusa", voltando à emissora anterior novamente para viver Júlio na minissérie A Rainha da Vida. Dois anos mais tarde, concluiu aquela década em Top Model como Gaspar.
Em 1991, interpretou Carlos Zanata na minissérie Meu Marido e logo em seguida, foi Jurandir na telenovela Vamp. No ano seguinte, deu vida ao Delegado Laíre em Pedra sobre Pedra. Entre 1993 e 1994, foi Ari e o advogado Osmar nas obras Contos de Verão e Pátria Minha, respectivamente. Em 1995, encarnou o ginecologista Dr. Alceu em Engraçadinha: Seus Amores e Seus Pecados, além de viver Assunção em História de Amor. Em 1997, deu vida ao Guima na telenovela O Amor Está no Ar. Posteriormente, foi Inácio em Meu Bem Querer e estreou na sexta temporada de Malhação, como professor Paulo Pasqualete, estando presente também na sétima temporada da série.
Seu primeiro trabalho no século XXI foi numa participação especial no programa Sai de Baixo, no episódio "Em Algum Lugar Mal Passado", como Brigadeiro. No ano seguinte, participou da telenovela O Clone, no papel de Jorge Luís e esteve na minissérie O Quinto dos Infernos como Castro. Em 2003, foi Honório Castro em Agora É Que São Elas até retornar como o professor Paulo Pasqualete por mais quatro anos da série Malhação, entre a décima até a décima terceira temporada, de maneira consecutiva.
Em 2006, foi Alceu na telenovela O Profeta. No ano seguinte, deu vida a Bernardo em Duas Caras. Em 2010, participou da reta final de Caras & Bocas como Nilo e, posteriormente, foi o professor Cassiano em Ti Ti Ti. Entre 2012 e 2013, interpretou os personagens Ribamar e Augusto em Amor Eterno Amor e Malhação: Intensa como a Vida, respectivamente.
Em 2017, participou da série da Disney Channel Brasil intitulado Juacas, interpretando o professor de surfe Juaca, durante duas temporadas. Três anos mais tarde, foi escalado para a obra Filhas de Eva.

### Carreira no cinema
Estreou em 1973 participando dos longas Anjo Loiro e A Virgem. Dois anos depois, esteve em Cada Um Dá o Que Tem. Em 1976,  trabalhou em duas obras, intitulados Chão Bruto e O Quarto da Viúva. Esse número aumentaria no ano posterior com Gente Fina É Outra Coisa, Elas São do Baralho e Paranoia.
Em 1978, interpretou o personagem principal de A Dama do Lotação, filme que foi recorde de público. Uma das obras de destaque na década de 1980 foi no longa Ato de Violência, quando deu vida a um presidiário que esquartejava mulheres; personagem que lhe garantiu o Prêmio Air France de Melhor Ator. Nos anos de 1981 e 1982, esteve em Mulher Objeto, Ao Sul do Meu Corpo e Índia, a Filha do Sol. No dois anos posteriores, participou dos longas Gabriela e Águia na Cabeça. Em 1985 e 1987, trabalhou nos longas O Rei do Rio, O Beijo da Mulher Aranha e As Sete Vampiras. Posteriormente, voltaria às telonas em Solidão, Uma Linda História de Amor.
Em 1993, participou do filme O Escorpião Escarlate. Quatro anos mais tarde, esteve no filme Louco por Cinema, papel que lhe premiou no Festival de Brasília como Melhor Ator. No ano seguinte, esteve na produção de As Feras. Em 2005, voltou para as telonas em Um Lobisomem na Amazônia. Três anos mais tarde, trabalhou em Onde Andará Dulce Veiga?, retornando ao cinema em 2013  no longa Tainá - A Origem.

## Filmografia

### Televisão
| Ano     | Título                                   | Personagem                               | Notas                                 |
| ------- | ---------------------------------------- | ---------------------------------------- | ------------------------------------- |
| 1972    | Dom Camilo e os Cabeludos                | Miguel                                   |                                       |
| 1972    | Vila Sésamo                              | Pedreiro                                 |                                       |
| 1976    | Estúpido Cupido                          | Pedro Casimiro Acioli (Acioli)           |                                       |
| 1976    | Planeta dos Homens                       | Vários Personagens                       |                                       |
| 1980    | Pé de Vento                              | Edmar Aleixo Sobrinho (Pé de Vento)      |                                       |
| 1983    | Champagne                                | Renan Prado da Silva                     |                                       |
| 1984    | Vereda Tropical                          | Mário Bertazzo (Bertazzo)                |                                       |
| 1985    | A Gata Comeu                             | Fábio Coutinho                           |                                       |
| 1986    | Novo Amor                                | Bruno Farias Cunha                       |                                       |
| 1987    | A Rainha da Vida                         | Júlio Andrade Viana                      |                                       |
| 1987    | Mandala                                  | Antônio Carrado (Tony Carrado)           |                                       |
| 1989    | Top Model                                | Gaspar Kundera                           |                                       |
| 1991    | Meu Marido                               | Carlos Zanata                            |                                       |
| 1991    | Vamp                                     | Jurandir Figueira (Padre Garotão)        |                                       |
| 1992    | Pedra sobre Pedra                        | Delegado Laíre Flores                    | Episódios: "25 de junho–1 de agosto"  |
| 1993    | Contos de Verão                          | Ariclenes Machado Alves (Ary)            |                                       |
| 1994    | Pátria Minha                             | Osmar Fernandes Lins                     |                                       |
| 1995    | Engraçadinha: Seus Amores e Seus Pecados | Dr. Alceu                                |                                       |
| 1995    | História de Amor                         | Edgar Assunção (Assunção)                |                                       |
| 1997    | O Amor Está no Ar                        | Alcebíades Guimarães Ribeiro (Guima)     |                                       |
| 1998    | Meu Bem Querer                           | Inácio Alves Serrão                      |                                       |
| 1999    | Suave Veneno                             | Felisberto Morel (Gato)                  |                                       |
| 1999–01 | Malhação                                 | Prof. Paulo Pasqualete                   | Temporadas 6–7                        |
| 2003–06 | Malhação                                 | Prof. Paulo Pasqualete                   | Temporadas 10–13                      |
| 2001    | Sai de Baixo                             | Coronel Salão                            | Episódio: "Em Algum Lugar Malpassado" |
| 2002    | O Quinto dos Infernos                    | Visconde de Castro                       |                                       |
| 2002    | O Clone                                  | Jorge Luís Moraes                        | Episódios: "1–14 de junho"            |
| 2003    | Agora É que São Elas                     | Honório Castro                           |                                       |
| 2006    | O Profeta                                | Alceu Carvalho                           |                                       |
| 2007    | Duas Caras                               | Bernardo da Conceição                    |                                       |
| 2008    | Faça Sua História                        | Passageiro                               | Episódio: "A Falta que Ela me Faz"    |
| 2010    | Caras & Bocas                            | Nilo                                     | Episódio: "6 de janeiro"              |
| 2011    | Ti Ti Ti                                 | Cassiano Guedes / Victor Valentim (real) | Episódios: "17–20 de março"           |
| 2012    | Amor Eterno Amor                         | Ribamar                                  |                                       |
| 2013    | Malhação: Intensa como a Vida            | Augusto Massafera                        | Episódio: "22 de março"               |
| 2017–19 | Juacas                                   | Augusto Juaca                            |                                       |
| 2019    | Chuteira Preta                           | Jair                                     |                                       |
| 2021    | Bugados                                  | Matusalink                               | Episódio: "7"                         |

### Cinema
- 2013 - Tainá - A Origem
- 2008 - Onde Andará Dulce Veiga?
- 2005 - Um Lobisomem na Amazônia
- 1995 - As Feras[55]
- 1994 - Louco por Cinema
- 1993 - Oceano Atlantis
- 1990 - O Escorpião Escarlate
- 1989 - Solidão, Uma Linda História de Amor
- 1986 - As Sete Vampiras
- 1985 - O Beijo da Mulher Aranha
- 1985 - O Rei do Rio
- 1984 - Águia na Cabeça
- 1983 - Gabriela, Cravo e Canela
- 1982 - Alguém (baseado no conto "O Mudo" de André Carneiro)
- 1982 - Índia, a Filha do Sol
- 1982 - Ao Sul do Meu Corpo
- 1981 - Mulher Objeto
- 1980 - Ato de Violência
- 1980 - Perdoa-me por Me Traíres
- 1979 - O Caso Cláudia
- 1979 - Bem Dotado, o Homem de Itu
- 1979 - O Princípio do Prazer
- 1979 - Inquietações de Uma Mulher Casada
- 1978 - A Dama do Lotação
- 1978 - O Bom Marido
- 1978 - As Amantes de um Homem Proibido
- 1978 - Embalos Alucinantes: A Troca de Casais
- 1978 - O Escolhido de Iemanjá
- 1977 - Paranóia
- 1977 - Elas São do Baralho
- 1977 - Gente Fina É Outra Coisa
- 1976 - Guerra É Guerra
- 1976 - O Quarto da Viúva
- 1976 - Chão Bruto
- 1975 - Cada Um Dá o que Tem
- 1973 - A Virgem
- 1973 - Anjo Loiro

## Teatro
- 1976 - Pano de Boca
- 1970 - Hair